# Daniel Bernoulli (geólogo)
Daniel Bernoulli (Basileia, 11 de junho de 1936) é um geólogo suíço. Foi professor do Instituto Federal de Tecnologia de Zurique e da Universidade de Zurique. Trabalhou especialmente com sedimentologia e tectônica dos Alpes.
Daniel Bernoulli é descendente da famosa família Bernoulli, através do filho Hieronymus (1669–1760) de Nicolau Bernoulli.
Recebeu a Plaqueta Leopold von Buch de 2003 e a Medalha Gustav Steinmann de 2011.

## Obras
- com Hans Peter Laubscher: Cross section from the Rhine Graben to the Po Plain. In: Schweizer Geologische Kommission (Ed.): Geology of Switzerland. Wepf, Basel 1980, p. 183–190.
- com Hans Peter Laubscher: History and Deformation of the Alps. In: Kenneth Hsü (Hrsg.): Mountain Building Processes. Academic Press 1982, p. 169–180.